# Château de la Buzardière
Le château de la Buzardière est un édifice situé à Changé, dans la région historique du Maine, en France. Il est inscrit au titre des Monuments historiques depuis le 13 avril 1928.

## Localisation
Le monument est situé dans le département français de la Sarthe, à 5 km à l'est du bourg de Changé et à 4,5 km au nord de celui de Parigné-l'Évêque.

## Historique
Après la guerre de Cent Ans, vers 1453, Guyon de Clinchamp entreprit la construction du manoir. Il fut agrandi et modifié jusqu’au XVIIIe siècle. La chapelle fut construite en 1520. Entré par mariage dans la famille de Nicolay qui habitait le château de Montfort le Rotrou, il ne fut plus qu’un rendez-vous de chasse dont eurent raison les intempéries. La chapelle et le logis du chapelain sont aujourd’hui restaurés.

## Architecture
L'édifice est inscrit au titre des Monuments historiques depuis le 13 avril 1928.